# Ronald Karten
Ronald Karten is een Nederlands fagottist.

## Activiteiten
Van 1991 tot 1998 speelde Karten in het Rotterdams Philharmonisch Orkest. Daarna werd hij  solofagottist van het Koninklijk Concertgebouworkest (naast Gustavo Núñez). Verder is Karten lid van het Nederlands Blazers Ensemble en het Fodor Kwintet, een blaaskwintet. 
Karten speelde als solist bij alle grote Nederlandse symfonieorkesten. Hij speelde de Sinfonia Concertante van Joseph Haydn met het Koninklijk Concertgebouworkest onder leiding van Hans Vonk in 1999.
Karten is hoofdvakdocent fagot aan het Conservatorium van Amsterdam. Daarnaast gaf hij masterclasses in binnen- en buitenland. 
Hij maakte CD-opnames, onder andere van het fagotconcert van Wolfgang Amadeus Mozart met Amsterdam Sinfonietta. 
- Gemeinsame Normdatei: 136126898
- International Standard Name Identifier: 0000 0004 3496 8036
- Library of Congress Control Number: no2007117672
- MusicBrainz: 2f670d5c-25bd-408d-8ed4-fa114a27a62c
- Nationale Bibliotheek van Israël: 987007407735505171
- Système universitaire de documentation: 175955891
- Virtual International Authority File: 306322060
- WorldCat: E39PBJv8FygmMdv94KxwfgXw4q